# Eviota distigma
Eviota distigma es una especie de peces de la familia de los Gobiidae en el orden de los Perciformes.

## Morfología
Los machos pueden llegar a alcanzar los 2 cm de longitud total.

## Distribución geográfica
Se encuentra desde el Mar Rojo hasta las Islas de la Línea, Pitcairn y el sur de la Gran Barrera de Coral.

## Observaciones
Es inofensivo para los humanos.